# Мамонов Федір Антонович
Федір Антонович Мамонов (28 серпня 1907, село Успенка Бугурусланського повіту Самарської губернії, тепер Російська Федерація — 28 березня 1985) — радянський діяч, 1-й секретар Астраханського обласного комітету ВКП(б), голова Хабаровського крайвиконкому і Алма-Атинського міськвиконкому. Кандидат у члени ЦК КПРС у жовтні 1952 — лютому 1956 року. Депутат Верховної Ради СРСР 2-го скликання. Депутат Верховної Ради РРФСР 3-го скликання, депутат Верховної Ради Казахської РСР.

## Біографія
Народився у родині селянина-бідняка. У 1920 році закінчив сільську школу в Успенці. У червні 1920 — жовтні 1925 року — працював у господарстві батька в селі Успенці Бугурусланського повіту. У 1924 році вступив до комсомолу.
У жовтні 1925 — вересні 1927 року — відповідальний секретар Сергіївського волосного комітету ВЛКСм Самарської губернії.
Член ВКП(б) з грудня 1926 року.
У вересні 1927 — січні 1930 року — студент робітничого факультету імені Куйбишева у Самарі. У січні — травні 1930 року — студент Ленінградського політехнічного інституту імені Калініна. У травні 1930 — вересні 1931 року — студент Московського інституту сільськогосподарського машинобудування імені Калініна.
У вересні 1931 — листопаді 1932 року — відповідальний секретар Центрального бюро пролетарського студентства при ЦК Спілки робітників сільськогосподарського машинобудування.
У листопаді 1932 — вересні 1937 року — студент Московського авіаційного інституту імені Орджонікідзе. Здобув спеціальність інженера-механіка із літакобудування.
У вересні 1937 — квітні 1938 року — інженер-конструктор Центрального аерогідродинамічного інституту в Москві. У квітні — червні 1938 року — секретар комітету ВКП(б) Конструкторського бюро Московського авіаційного інституту імені Орджонікідзе. У червні — липні 1938 року — завідувач відділу шкіл Московського міського комітету ВКП(б).
5 липня 1938 — червень 1941 року — 2-й секретар Рязанського обласного комітету ВКП(б).
У червні 1941 — листопаді 1945 року — голова виконавчого комітету Рязанської обласної ради депутатів трудящих. У 1944 році закінчив заочно Вищу партійну школу при ЦК ВКП(б).
29 листопада 1945 — 7 липня 1949 року — голова виконавчого комітету Хабаровської крайової ради депутатів трудящих.
У липні 1949 — січні 1950 року — слухач курсів перепідготовки перших секретарів обкомів при ЦК ВКП(б). У січні — червні 1950 року — інспектор ЦК ВКП(б) у Москві.
У червні 1950 — січні 1954 року — 1-й секретар Астраханського обласного комітету ВКП(б)-КПРС.
У квітні — грудні 1954 року — уповноважений ЦК КПРС по новостворених зернових радгоспах в Єсільській сільській зоні № 2 Актюбинської області Казахської РСР.
У грудні 1954 — вересні 1956 року — голова виконавчого комітету Алма-Атинської міської ради депутатів трудящих.
У вересні 1956 — червні 1957 року — міністр комунального господарства Казахської РСР.
У червні 1957 — квітні 1960 року — голова Ради народного господарства Актюбинського економічного району Казахської РСР.
У 1960—1966 роках — завідувач відділу Комітету партійно-державного (народного) контролю Казахської РСР.
З 1966 року — на пенсії у місті Алма-Аті (Алмати).

## Нагороди
- два ордени «Знак Пошани»
- орден Вітчизняної війни I ступеня
- ордени
- медалі